# Keuruu (Verwaltungsgemeinschaft)

Lage der Verwaltungsgemeinschaft Keuruu in Finnland

Die Verwaltungsgemeinschaft Keuruu (finnisch Keuruun seutukunta) ist eine von sechs Verwaltungsgemeinschaften (seutukunta) in der finnischen Landschaft Mittelfinnland. Zu ihr gehören folgende zwei Städte und Gemeinden:
- Keuruu
- Multia